# Livistona drudei
Livistona drudei es una especie de palmera que es originaria de Australia donde está considerada en peligro de extinción por la pérdida de hábitat.

## Descripción
Livistona drudei es una palmera de dosel de altura que alcanza los 28 m de altura; las hojas son grandes y segmentadas con regularidad; la inflorescencia es no ramificada, y no podrá extenderse más allá del límite de la corona, con hasta 8 inflorescencias parciales;  las flores son de color crema a amarillo; los frutos son globosos a piriforme, de 12 mm de largo por 11 mm de ancho, y semi-brillante de color negro púrpura en la madurez.

## Hábitat
Crece en el lado de tierra de los manglares, en cunetas de dunas litorales, bosques abiertos y bosques pantanosos en las llanuras costeras y en las márgenes de los ríos y estuarios en elevaciones bajas, a 0-100 m alt. Florece en agosto-diciembre; fructifica en diciembre-junio.

## Taxonomía
Livistona drudei fue descrita por F.Muell. ex Drude y publicado en Botanische Jahrbücher für Systematik, Pflanzengeschichte und Pflanzengeographie 16(39): 11. 1893.
Etimología
Livistona: nombre genérico otorgado en honor de Patrick Murray, Barón Livingstone, quien construyó un jardín en su finca de Livingstone, al oeste de Edimburgo, Escocia, en la última parte del siglo XVII.
drudei: epíteto otorgado en honor del botánico Carl Georg Oscar Drude.